# 紀露霞
紀露霞（1936年—），台灣女歌手，擅長台語流行音樂歌曲。原名邱秋英，1961年結婚後從養父的姓改名為紀秋英。1965年獲得第二屆台語片影展最佳歌唱獎，也因金馬獎沒有設立個人歌唱獎項，使她成為臺灣唯一電影歌唱獎得主，而有「國寶歌后」之稱號。2017年第28屆金曲獎，與張雨生同獲「特別貢獻獎」之殊榮。

## 生平
1956年出道後，因為歌聲特殊，低調並具有語言天才，迅速竄紅。藉由廣播等媒體，成為家喻戶曉的歌手。於各種報導記錄，稱為「寶島歌后」，與「寶島歌王」洪一峰以及「國寶歌王」文夏齊名。
紀露霞早期於1950年代曾灌錄過約2,000首歌曲，稱霸當時的台灣歌壇。1961年結婚後，她選擇淡出歌壇，直到1991年才以歌唱老師身分復出歌壇，並重新灌製多張唱片。後來分別於2012年6月7日在台北市中山堂、2013年2月28日在國立國父紀念館舉辦個人演唱會。2017年獲得第28屆金曲獎「特別貢獻獎」殊榮。

## 外部連結
- YouTube上的望你早歸-紀露霞 主唱.
- YouTube上的望你早歸(原唱紀露霞接受節目訪談)
- YouTube上的望你早歸(演唱會版本)